# Lantanoider

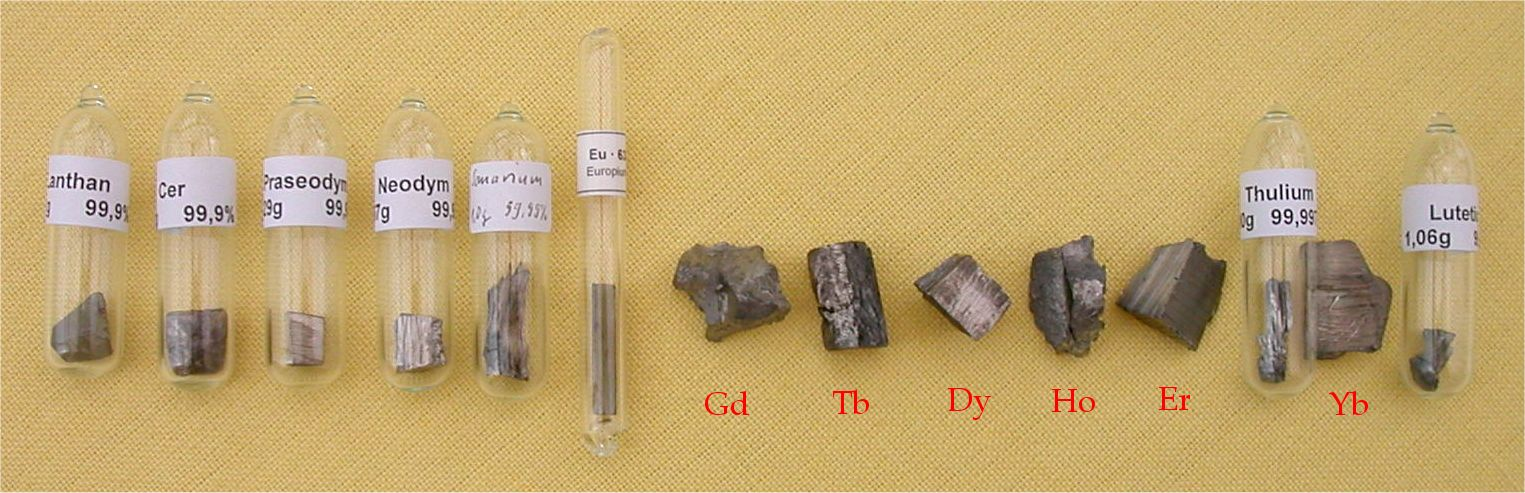
Samtliga stabila lantanoider

Lantanoider är en grupp grundämnen som inkluderar lantan (atomnummer 57) och grundämnena med atomnummer 58–71, lantaniderna. Ibland används lantanider som beteckning för alla lantanoider, inklusive lantan, och ibland räknas lutetium bort. Lantanoiderna är en delmängd av övergångsmetallerna och av de sällsynta jordartsmetallerna.
Lantanoiderna har synnerligen likartade egenskaper och förekommer i naturen i blandning med varandra, främst i mineralet monazit. Tekniskt har de använts i cerblandmetaller, som färggivare i bildrör för färg-TV eller inom NMR-spektroskopin. 

## Ingående grundämnen
| Atomnummer | Ämne       | Kemiskt tecken |
| ---------- | ---------- | -------------- |
| 57         | Lantan     | La             |
| 58         | Cerium     | Ce             |
| 59         | Praseodym  | Pr             |
| 60         | Neodym     | Nd             |
| 61         | Prometium  | Pm             |
| 62         | Samarium   | Sm             |
| 63         | Europium   | Eu             |
| 64         | Gadolinium | Gd             |
| 65         | Terbium    | Tb             |
| 66         | Dysprosium | Dy             |
| 67         | Holmium    | Ho             |
| 68         | Erbium     | Er             |
| 69         | Tulium     | Tm             |
| 70         | Ytterbium  | Yb             |
| 71         | Lutetium   | Lu             |